# Чемпіонат Закарпатської області з футболу 1997/1998
Чемпіонат Закарпатської області з футболу сезону 1997/1998 років — футбольні змагання серед аматорських команд Закарпаття, які проводилися обласною федерацією футболу у Вищій та Першій лігах за схемою «осінь - весна» з 17 серпня 1997 року до 19 липня 1998 року. Після зіграних трьох сезонів проведення змагань в рамках Суперліги було визнано недоцільним. Футбольну піраміду Закарпатської області знову очолила Вища ліга.

## Вища ліга
Підсумкова турнірна таблиця
| М  | Команда                | І  | В  | Н | П  | РМ    | О  |
| -- | ---------------------- | -- | -- | - | -- | ----- | -- |
| 1  | СК «Лінет» Берегово    | 26 | 21 | 3 | 2  | 76−14 | 66 |
| 2  | «Паланок» Мукачево     | 26 | 19 | 4 | 3  | 64−25 | 61 |
| 3  | ФК «Хуст»              | 26 | 19 | 3 | 4  | 52−14 | 60 |
| 4  | «Колос» Вишково        | 26 | 14 | 7 | 5  | 57−27 | 49 |
| 5  | ФК «Яноші»             | 26 | 14 | 3 | 9  | 57−37 | 45 |
| 6  | ФК «Перечин»           | 26 | 13 | 4 | 9  | 41−35 | 43 |
| 7  | «Локомотив» Чоп        | 26 | 11 | 1 | 14 | 43−58 | 34 |
| 8  | «Боржава» Довге        | 26 | 9  | 3 | 14 | 52−50 | 30 |
| 9  | «Севлюш» Виноградів    | 26 | 9  | 3 | 14 | 27−43 | 30 |
| 10 | «Легіон» Ужгород       | 26 | 7  | 5 | 14 | 27−40 | 26 |
| 11 | «Авангард» Свалява     | 26 | 5  | 7 | 14 | 31−59 | 22 |
| 12 | «Карпати» Рахів        | 26 | 6  | 4 | 16 | 22−58 | 22 |
| 13 | «Беркут»-2 Бедевля     | 26 | 4  | 5 | 17 | 28−76 | 17 |
| 14 | «Бужора» Іршава        | 26 | 3  | 4 | 19 | 30−71 | 13 |
| 15 | «Колос» Дерцен         | 15 | 7  | 3 | 5  | 31−25 | 24 |
| 16 | «Хімік» Великий Бичків | 15 | 2  | 3 | 10 | 13−60 | 9  |